# 黑齿宝螺
黑齿宝螺（学名：或），是中腹足目宝螺科宝螺属的一种。主要分布于印度尼西亚、中国大陆、台湾，常栖息在潮下带。